# Geraldo Holanda Cavalcanti

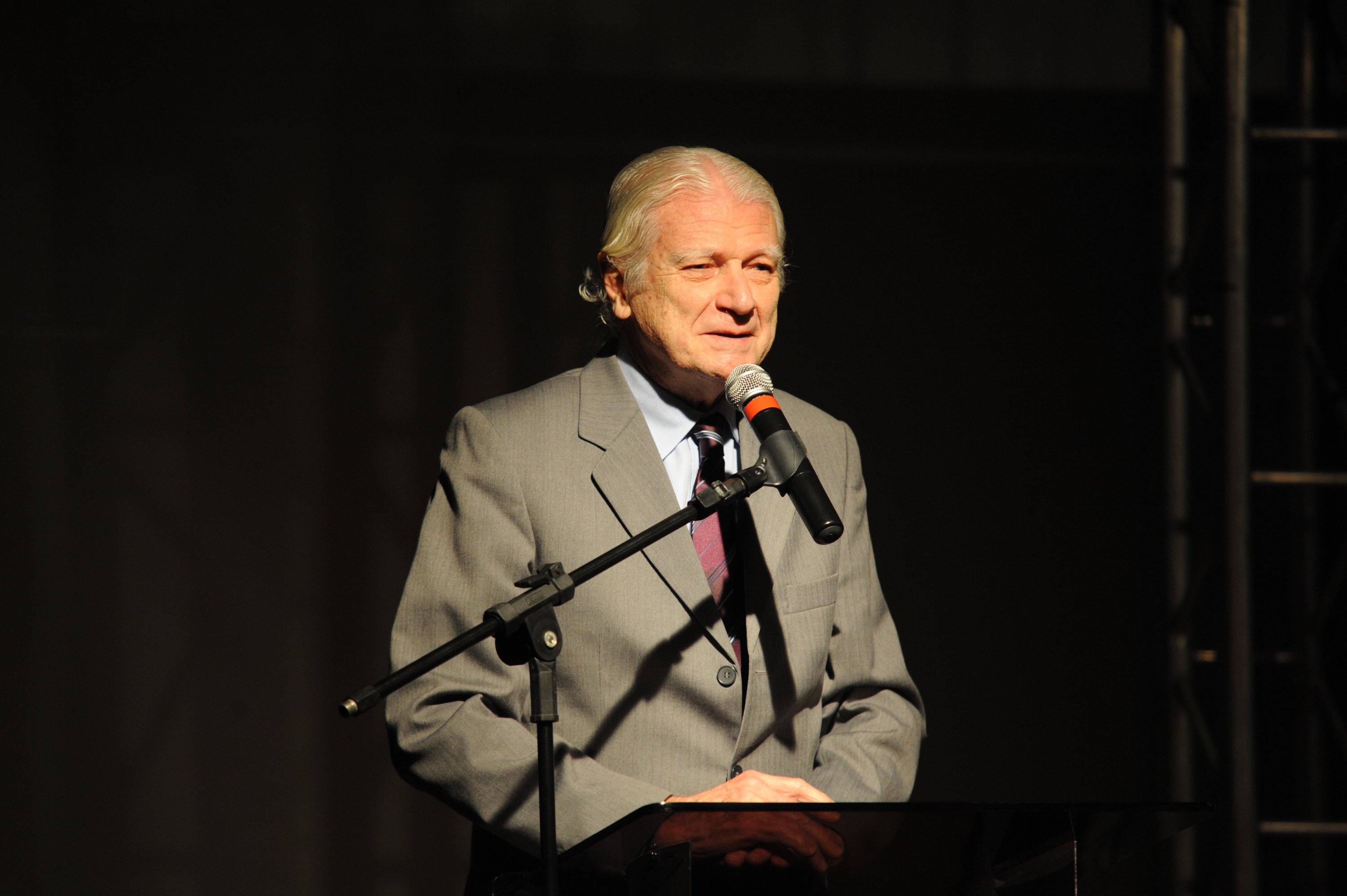
Geraldo Holanda Cavalcanti, Dezember 2013 in der Academia Brasileira de Letras.

Geraldo Egídio da Costa Holanda Cavalcanti (* 6. Februar 1929 in Recife, Pernambuco) ist ein brasilianischer Schriftsteller, Übersetzer und Diplomat.

## Leben
Geraldo Holanda Cavalcanti wurde am 6. Februar 1929 in Recife als Sohn von Egydio de Sá Cavalcanti und Nativa da Costa Holanda geboren. 1951 schloss er sein Jurastudium an der Juristischen Fakultät von Recife (Faculdade de Direito do Recife) ab. Zuvor war er Praktikant an der Akademie des Internationalen Gerichtshofs in Den Haag.
1954 trat er in den diplomatischen Dienst ein. 1956 wurde er an die Brasilianische Botschaft nach Washington, D.C. versetzt, wo er als Mitglied der Kommission zur Anpassung der Statuten der Interamerikanischen Entwicklungsbank wirkte. 1964 wurde er als Wirtschaftsattaché nach Moskau versetzt. 1967 leitete er in New York das Instituto Brasileiro do Café. 1973 wurde er als Konsul 2. Klasse an die brasilianische Botschaft der Bundesrepublik Deutschland nach Bonn versetzt und 1978 zum Botschafter bei der UNESCO ernannt. Von 1982 bis 1986 war er Botschafter in Mexiko. Von 1986 bis 1990 war er brasilianischer Botschafter bei der Europäischen Kommission in Brüssel. Er spielte eine wichtige Rolle bei den Verhandlungen zwischen der EU und dem Mercosul zum Abbau von Handelshemmnissen.
1991 bat er um seine Versetzung in den Ruhestand.

## Ehrungen
- 2004 wird Geraldo Holanda Cavalcanti zum Präsidenten des Pen Clube do Brasil gewählt.
- Großes Ehrenkreuz der Bundesrepublik Deutschland
- 2018 wird Cavalcanti mit einem Prêmio Jabuti de Literatura in der Kategorie „Beste Übersetzung“ für Poemas, eine Lyrik-Anthologie von Giuseppe Ungaretti, ausgezeichnet.[2]

## Academia Brasileira de Letras
Geraldo Holanda Cavalcanti wurde am 2. Juni 2010 als 6. Inhaber des Sitzes Nr. 29 in der Nachfolge von José Mindlin in die Academia Brasileira de Letras gewählt. Am 5. Dezember 2013 wurde er für die Amtszeit 2014 zum 51. Präsidenten der Academia Brasileira de Letras gewählt.

## Werke

### Gedichtbände
- O Mandiocal de Verdes Mãos, 1964
- O Elefante de Ludmila, 1965
- A Palavra, 1965
- Poesia Reunida, 1998
- Estação Recife – Coletânea Poética: Antologia de dez poetas pernambucanos, 2003

### Übersetzungen
- Eugênio Montale – Poesias, Seleção, Tradução e Notas, zweisprachige Edition, 1997
- Salvatore Quasimodo – Poesias, Tradução, Seleção e Notas, zweisprachige Edition, 1999 prämiert mit dem "Prêmio Paulo Rónai" für Übersetzungen
- Carlos Pelicer – Antologia Poética: Poemas traduzidos por dez poetas brasileiros, 2005